# 생곡로
생곡로(Saenggok-ro)는 부산광역시 강서구 녹산동 성산삼거리에서 생곡동 세산 교차로를 잇는 부산광역시의 도로이다. 전 구간이 부산광역시도 제1001호선에 속하며 또한 국가지원지방도 제69호선의 일부이다. 생곡동 일대를 통과하는 것이 특징이다. 부산광역시도 제12호선 엄궁대교가 건설되면 이 다리와 직결될 수 있다.

## 주요 경유지
부산광역시
- 강서구 (녹산동 - 생곡동)

## 노선
성산삼거리 - 세산 교차로